# Stella (Neapel)
Stella ist der 6. von den 30 Stadtteilen (Quartieri) der süditalienischen Hafenstadt Neapel.
Er gehört zum Historischen Zentrum (Centro Storico), sowie zu dessen sozioökonomisch gesehen ärmeren Stadtteilen.

## Geographie und Demographie
Stella grenzt es an die benachbarten Stadtteile San Carlo all’Arena, San Lorenzo, Avvocata und Arenella.
Stella ist 1,87 Quadratkilometer groß und hatte im Jahr 2009 31.172 Einwohner.